# Dolores Payás
Dolors Payàs i Puigarnau, conosciuta anche come Dolores Payás (Manresa, 1955), è una regista, sceneggiatrice e scrittrice spagnola.

## Biografia
Ha studiato giornalismo prima presso l'Università di Pamplona e poi all'Università autonoma di Barcellona per poi trasferirsi a Città del Messico dove si è laureata in cinematografia e sceneggiatura all'Università nazionale autonoma del Messico e nel 1980 ha iniziato la sua attività professionale scrivendo sceneggiature e realizzando documentari didattici per l'Unità di Televisione educativa e culturale del Messico.
Nel 1983 ha diretto il cortometraggio Levanta más la pierna, vincitore del concorso "La imagen de la mujer en los medios" del Ministero della Cultura spagnolo. Tornata a Barcellona, ha lavorato presso la società di produzione di Paco Poho e ha scritto la sceneggiatura per alcuni film e per due episodi della serie televisiva ¿Y ahora qué, Xenia? (1993). Ha lavorato inoltre come sceneggiatrice per la Asociación de Televisión Educativa Iberoamericana e per ESCAC, la Scuola Superiore di Cinematografia e Audiovisivi della Catalogna.
Nel 1998 ha diretto il suo primo lungometraggio, Em dic Sara (Mi chiamo Sara), vincitore nel 2000 del Premio Turia per la miglior opera prima. Nel 2009 ha realizzato il suo secondo lungometraggio Mai stata meglio, con protagonista Victoria Abril e presentata nel 2021 al IV Festival del Cinema di donne.
Oltre all'attività cinematografica si è dedicata anche al giornalismo e alla letteratura, scrivendo articoli per El País e Revista de Letras Nel 2019 durante una permanenza in Cina ha scritto il romanzo Solo Sombras (2019)

## Filmografia
Regista
- Levanta más la pierna (anche sceneggiatura, montaggio e produzione, 1985)
- Ejercicio colectivo (1983)
- Em dic Sara (anche sceneggiatura, 1998)
- Mai stata meglio (Mejor que nunca, anche sceneggiatura, 2008)

Sceneggiatrice
- Gaudí di Manuel Huerga (1989)
- Cràpules di Toni Mora (1993)
- Laia, el regal d'aniversari di Jordi Frades (1994)
- No es pot tenir tot di Jesús Garay (1997)
- Sunbjúdice di Josep Maria Forn (1998)

## Opere
- Drik Time! con Patrick Leigh Fermor (2009) ISBN 978-84-15689-71-3
- Adorables criaturas (2013) ISBN 9788408035527
- El amante de Albión (2014)
- Desde una bicicleta china (2016) ISBN 9788491390251
- Solo sombras (2019) ISBN 9788417181765